# Hatebreeder
Hatebreeder es el segundo álbum de estudio de la banda finlandesa de death metal melódico Children of Bodom. En él, la banda se centra definitivamente en el power metal, una fusión creada en su trabajo debut Something Wild. Este álbum contiene favoritas de conciertos, como «Silent Night, Bodom Night» y «Downfall». También es el único álbum de la banda que contiene dos canciones con la palabra "Bodom" en el nombre, siendo éstas Silent Night, Bodom Night y Children of Bodom. El "Deluxe Edition" fue lanzada en 2005 con material bonus.

## Lista de canciones
1. «Warheart» – 4:07
2. «Silent Night, Bodom Night» – 3:12
3. «Hatebreeder» – 4:20
4. «Bed of Razors» – 3:56
5. «Towards Dead End» – 5:08
6. «Black Widow» – 3:58
7. «Wrath Within» – 3:53
8. «Children of Bodom» – 5:13
9. «Downfall» – 4:33

## Créditos
- Alexi Laiho - Voces/Guitarra líder
- Alexander Kuoppala - Guitarra rítmica
- Janne Wirman - Teclados
- Henkka Seppälä - Bajo
- Jaska Raatikainen - Batería

## Información adicional
- Todas las canciones escritas por A. Laiho excepto "Bed of Razors" por A. Laiho y A. Kuoppala.
- Todas las letras escritas por A. Laiho excepto "Silent Night, Bodom Night" por Kimberly Goss.
- Todos los arreglos por A. Laiho y Children of Bodom.
- Grabado en Astia Studios diciembre de 1998 - enero de 1999 por Anssi Kippo.
- Producido por Anssi Kippo.
- Mezclado en Finnvox por Mikko Karmila.
- Masterizado por Finnvox Studios por Mika Jussila.
- Cover del álbum por Graham French.
- Diseño y distribución por Apurator.
- El CD contiene las letras de "Warheart", "Silent Night, Bodom Night", "Bed of Razors", "Towards Dead End", "Children of Bodom", y "Downfall".

## Posicionamiento
| Listas (1999)                       | Posiciones |
| ----------------------------------- | ---------- |
| Finlandia (Suomen Virallinen Lista) | 1          |
| Alemania (Offizielle Top 100)       | 76         |